# Guillaume Guéraud
 Guillaume Guéraud, né le 30 janvier 1972 à Bordeaux, est un écrivain français.

## Biographie
Initié très jeune au cinéma grâce à sa mère qui l'y emmenait très régulièrement, Guillaume Guéraud a voulu devenir critique de cinéma. Il a d'abord suivi des études de journalisme et a travaillé dans divers quotidiens régionaux. Durant une période de chômage, à 24 ans, il a choisi de devenir écrivain.
En 2005, il publie le roman noir jeunesse Je mourrai pas gibier, qui remporte le Prix Sorcières 2007, catégorie Roman adolescent. L'ouvrage est adapté en 2009 par Alfred en bande dessinée, sous le même titre. Par la suite, ils travaillent ensemble pour deux ouvrages, que Guillaume Guéraud scénarise, et Alfred illustre : Bob le raté en 2013, et  La Rage du dragon en 2015.
Son roman policier Affreux, sales et gentils remporte le prix Fnac des jeunes lecteurs en 2006
Ses personnages principaux sont souvent des anti-héros vivant dans un milieu social défavorisé. Très inspiré par le cinéma, son type d'écriture est très visuel.
Il réalise aussi de petites leçons d'écriture « impertinentes » qu'il appelle des autofilms, réalisés avec son téléphone portable. Il les publie sur le site de partage de vidéo YouTube.

## Prix et distinctions
- Prix Sorcières 2007, catégorie Roman adolescent, pour Je mourrai pas gibier
- Prix de la Semaine Paul Hurtmans du livre de jeunesse 2010[3] pour Le Contour de toutes les peurs
- Prix #Lirejeune47 2018 pour Ma grand-mère est une terreur
- Prix Bernard Versele 2019[4] pour Ma grand-mère est une terreur
- Prix Bernard Versele 2021[5] pour La face cachée du prince charmant, avec Henri Meunier.

## Publications

### Années 1990 et 2000
- Cité Nique-le-ciel, roman, Éditions du Rouergue, Coll. doAdo, 1998. illustration: Jochen Gerner.
- Chassé-croisé, roman, Éditions du Rouergue, Coll. doAdo, 1999.illustration: Jochen Gerner.
- Les Chiens écrasés, roman, Éditions du Rouergue, Coll. doAdo, 1999.illustration: Jochen Gerner. ; et rééd.
- Coup de sabre, roman, Éditions du Rouergue, Coll. doAdo, 1999.illustration: Jochen Gerner.
- Affreux, sales et gentils, roman, Nathan, 2000
- La plus belle fille de la planète, roman, Milan Jeunesse, coll. Milan poche cadet, 2001
- Dernier western, roman, Éditions du Rouergue, Coll. La brune, 2001
- Apache, roman, Éditions du Rouergue, Coll. doAdo, 2002.illustration: Jochen Gerner.
- La belle est la bête, album, ill. Claire Franek,Éditions Thierry Magnier, Coll. Petite Poche, 2002
- Arrête ton cinéma !, ill. Henri Meunier, roman, Éditions du Rouergue, Coll. Zigzag, 2003
- Ça va déménager, roman, Éditions Thierry Magnier, Coll. Petite Poche, 2003
- Couscous clan, roman, Éditions du Rouergue, Coll. doAdo, 2004
- Ma rue, album, ill. Anne von Karstedt, Éditions du Rouergue, Coll. doAdo. Image, 2004
- Arc-en-fiel, roman, ill. Goele Dewanckel, Éditions du Rouergue, Coll. Varia, 2004
- Manga, roman, Éditions du Rouergue, Coll. doAdo Noir, 2005
- La plus belle fille de mes rêves, roman, Milan Jeunesse, coll. Milan poche cadet, 2005
- Je mourrai pas gibier, roman, Éditions du Rouergue, Coll. doAdo Noir, 2005 Prix Sorcières 2007, catégorie Roman adolescent
- Va savoir comment ?, illustrations de Régis Lejonc, album, Éditions Sarbacane, 2006
- La plus belle fille de tous les temps, roman, Milan Jeunesse, coll. Milan poche cadet, 2007
- Ça va mal finir, roman, Éditions Thierry Magnier, Coll. Petite Poche, 2007
- La Brigade de l'Œil, roman, Éditions du Rouergue, Coll. doAdo Noir, 2007
- Raspoutine, album, ill. Marc Daniau, Éditions du Rouergue, Coll. Varia, 2008
- Le Contour de toutes les peurs, roman, Éditions du Rouergue, Coll. doAdo Noir, 2008 Prix de la Semaine Paul Hurtmans du livre de jeunesse 2010[3]
- La Grande Bagarre, roman, Milan Jeunesse, coll. Milan poche cadet, 2008
- Oméga et l'ourse, album, ill. Beatrice Alemagna, Éditions du Panama, 2008
- Déroute Sauvage, roman Éditions du Rouergue coll. DoAdo Noir 2009

### Années 2010
- Sans la télé, autobiographie Éditions du Rouergue coll. DoAdo Noir 2010
- Anka, roman Éditions du Rouergue coll. DoAdo Noir 2011
- Je sauve le monde dès que je m'ennuie, illustrations de Martín Romero, Rouergue, 2012
- Safari dans le lavabo, illustrations Hélène Georges, Rouergue, 2012
- Baignade surveillée, éd. du Rouergue, coll. La Brune, 2013
- Bob le raté, ill. Alfred, Sarbacane, 2013
- Dancing love, ill. Hélène Georges, Sarbacane, 2013
- King Kaloumar, ill. Claire Franek, Sarbacane, 2013
- Les Ogres mutants, ill. Ronan Badel, Sarbacane, 2013
- Barbe verte : pirate de la pire tempête, illustré par Renaud Farace, Paris, Sarbacane, 2014
- Duel dans la vallée, ill. Thomas Baas, Sarbacane, 2014
- Plus de morts que de vivants, roman noir, Éditions du Rouergue/Doado noir, 2015
- La prisonnière du brouillard, ill. David Sala, les Albums Casterman, 2015
- SOS dans le cosmos, illustré par Alex W. Inker, Sarbacane, 2015
- La Rage du dragon, ill. Alfred, Sarbacane, 2015
- Tintamarre, Sarbacane, 2015
- Ma grand-mère est une terreur, illustrations de Gaspard Sumeire, coll. Dacodac, éditions du Rouergue, 2017
- Les héroïnes de cinéma sont plus courageuses que moi, éditions du Rouergue, février 2018 (ISBN 9782812615146)
- La face cachée du prince charmant, Guillaume Guéraud et Henri Meunier, Rouergue, 2019
- Vorace, éditions du Rouergue, août 2019   (ISBN 978-2-8126-1841-3)
- Un jour, avec Sébastien Mourrain, La Martinière jeunesse, 2019

### Années 2020
- Ma fabuleuse carte au trésor, avec Renaud Perrin, Seuil jeunesse, 2020
- Les trois enterrements de mon chien, Guillaume Guéraud, 2020
- La princesse rebelle se dévoile, Guillaume Guéraud et Henri Meunier, Rouergue, 2021
- Ma cabane, illustrations de Alfred, La Martinière jeunesse, 2022
- Overseas highway, scénario Guillaume Guéraud et Fred Druart ; dessin et couleur Fred Druart, Glénat, 2022
- Série Les enfants du tonnerre, ill. Laurent Audouin, Sarbacane

1. Le bison zombi, 2021
2. Des éclairs dans la vallée, 2021
3. Un pingouin sous les cactus, 2022

- Rien nous appartient, Pocket jeunesse-PKJ, 2022
- Mon grand-père est un gangster[6], illustrations de Pierre Dheur, Collection « Dacodac », Rouergue, 2023

## Adaptations

### En bande dessinée
- Je mourrai pas gibier, adapté en bande dessinée par Alfred, Delcourt, Coll. Mirages, 2009

### Au théâtre
- Affreux, sales et gentils, adapté au théâtre par La Petite Compagnie ; interprété par Julie Duquenoÿ et Carl Hallak, dans une mise en scène de Patrick Courtois, en 2011.